# Giovanni Hoffmann
Giovanni Hoffmann, auch Johann Hoffmann (* um 1770; † 1814, nach anderen Angaben 1840 möglicherweise in Wien) war ein in Österreich wirkender Mandolinist und Komponist.

## Leben und Werk
Über sein Leben ist nahezu nichts bekannt. Sein Geburtsjahr wird häufig um das Jahr 1770 angesetzt, andererseits datieren manche Autoren seine Werke aus stilistischen Gründen bereits in die 1770er bis 1780er Jahre. Marga Wilden-Hüsgen spricht in einem CD-Booklet ohne Angabe von Quellen von einer Herkunft aus Mailand. Manche Musiklexika führen ihn unter dem Vornamen „Johann“, doch gibt es offenbar keinen Beleg dafür, dass diese Namensform authentisch ist. Alle Hinweise auf sein Wirken stammen aus Wien.
Zwei Sammlungen von Duetten von ihm erschienen 1799 unter dem Namen „Giovanni Hoffmann“ beim Musikverlag Johann Träg in Wien im Druck. Träg bot ferner in seinem Verlagskatalog für das Jahr 1804 Hoffmanns Mandolinenkonzert an, das aber offenbar nicht gedruckt wurde, sondern als Manuskript angeboten wurde. Nachdrucke erschienen bei Artaria. Weitere Kompositionen sind im Archiv der Gesellschaft der Musikfreunde in Wien als Manuskripte erhalten. Er komponierte für die 6-chörige Sopranlaute in Terz-Quart-Stimmung, die heute als Barockmandoline bezeichnet wird. Seine Werke verlangen ein hohes spieltechnisches Können und lassen darauf schließen, dass er ein herausragender Instrumentalist gewesen sein dürfte. Seine Werke wurden im 20. Jahrhundert wiederentdeckt, ab den 1950er Jahren auf Tonträger eingespielt und u. a. von Vinzenz Hladky, Siegfried Behrend, Marga Wilden-Hüsgen und Joachim Trekel neu herausgegeben. Obwohl die Neueditionen bislang ausschließlich seine Werke für Mandoline als Soloinstrument umfassen, sind ihm im Répertoire International des Sources Musicales (RISM) auch kammermusikalische Werke ohne Mandoline zugeordnet.

## Werke
Konzert
- Concerto [in] re maggiore a mandolino principale, due violini, viola, oboe, corni e basso[10]

Quartette
- Quartetto (re maggiore [D-Dur]) per mandolino, violino, viola e basso
- Quartetto (la maggiore [A-Dur]) per mandolino, violino, viola e basso
- Quartetto (fa maggiore [F-Dur]) per mandolino, violino, viola e basso
- Quartetto (fa maggiore) per mandolino, mandola, chitarra e basso

Trios
- 4 divertimenti a mandolino, violino e basso [in C, G, C, D][10]
- Cassazione in sol maggiore [G-Dur] a mandolino primo, mandolino secondo e violoncelle[10]

Duette
- Tre duetti [F, G, D] per il mandolino e violino op. 1 (RISM A/I: H 6249)
- Tre duetti per il mandolino e violino op. 2 (verschollen)[5]
- Duetto III per il mandolino e violino e due mandolini
- Serenata D-Dur für Mandoline und Bratsche

Sonaten
- 2 Sonate a due mandolini[10]
- 3 Sonate a mandolino e basso[10]
- Sonata in re minore a mandolino e chitarra

Kammermusik ohne Mandoline
- Trio concertante No.1 in Es-Dur (RISM ID: 530000397)
- Trio concertante No.2 in B-Dur (RISM ID: 530000398)
- Trio concertante No.3 in G-Dur (RISM ID: 530000399)
- Trio concertante No.4 in F-Dur (RISM ID: 530000400)
- Trois duos [C, e, G] pour le violon et violoncel (RISM A/I: H 6250)

## Aufnahmen/Tonträger
- Giovanni Hoffmann – Mandolin Concerto in D Major / Karl Ditters von Dittersdorf – Harp Concerto in A Major. Urania 7110, 1954 (LP)
- Johann Hoffmann – Concerto For Mandolin And Orchestra In D Major / Quartet For Mandolin, Violin, Viola, And Lute In F Major. Elfriede Kunschak (Mandoline), Vienna Pro Musica Orchestra, Vinzenz Hladky (Laute, Dirigent). Vox STPL 514.260, S.2646. ca. 1965 (LP). Auch Turnabout TV 34003S, 1965 (LP)/Turnabout TV 34016S, 1966 (LP)
- Johann Nepomuk Hummel, Johann Adolf Hasse, Giovanni Hoffmann – Mandolinenkonzerte. Takashi Ochi (Mandoline), Orchestre De Chambre Paul Kuentz. Philips 6527 098, 1978 (LP)
- Duo Capriccioso Vol. III. Giovanni Hoffmann, Sonate Nr. 2, d-Moll; weitere Werke von Francesco Piccone, Andrea Sforgi di Pisa, Raffaele Calace, Alfonso Carlos Miguel, Fritz Pilsl und Radamés Gnattali. Gertrud und Michael Tröster. Thorofon classics 2204, 1994 (CD)
- Silvius Leopold Weiss: Lute Sonatas Nos. 14 and 20 / Johann Hoffmann: Mandolin Sonata in G Major / Mandolin Sonata in D Minor. Duo Ahlert & Schwab. Naxos 8.557716, 2007 (CD)[4]
- the Violin & the Mandolin: Accomplices and Rivals. Giovanni Francesco Giuliani: Quartette für Mandoline, Violine & Cello Nr. 1–6; Hoffmann: Divertimenti für Mandoline, Violine & Bc Nr. 1–4. Ensemble Baschenis. Vol. 1: Concerto 2036, 2007 (CD);[4] Vol. 2: Concerto 2059, 2010 (CD); Wiederveröffentlichung: Concerto 6912622, 2016 (2 CD)
- Emanuele Barbella, Francesco Giovanni Giuliani, Giovanni Hoffmann – Mandolinenkonzerte. Anna Torge, Kölner Akademie, Michael Alexander Willens. Ars Produktion, ARS 38 092, 2013 (CD)[8][11]

### Hörproben
- Konzert für Mandoline D-Dur (Takashi Ochi) auf YouTube
- Quartetto in La magg. auf YouTube
- Quartet A-Dur for Mandolin, Violin, Viola and Cello. 2.mov. Adagio auf YouTube
- Quartet A-Dur for Mandolin, Violin, Viola and Cello. 4.mov. Rondo auf YouTube
- Duetto D-Dur Part 1 auf YouTube
- Duetto D-Dur Part 2 auf YouTube
- Duetto D-Dur Part 3 auf YouTube
- Sonata auf YouTube
- Sonata re menor auf YouTube
- Sonata n. 1 in Do magg.: III tempo, Rondo, Duo Zigiotti-Merlante auf YouTube